# Worobiewicze Małe
Worobiewicze Małe (biał. Малыя Вераб’евічы, ros. Малые Веробьевичи) – wieś na Białorusi, w obwodzie grodzieńskim, w rejonie nowogródzkim, w sielsowiecie Worobiewicze Wielkie, przy drodze republikańskiej .
Znajduje się tu parafialna cerkiew prawosławna pw. św. Jerzego Zwycięzcy.
W dwudziestoleciu międzywojennym miejscowość leżała w Polsce, w województwie nowogródzkim, w powiecie nowogródzkim.